# Campionati italiani di ciclismo su strada 2011
I Campionati italiani di ciclismo su strada 2011 (Settimana Tricolore 2011) si sono svolti in Sicilia dal 18 al 26 giugno 2011.

## Le gare
Juniores Uomini
22 giugno, Giardini-Naxos-Mascali-Giardini Naxos – In linea – 123,5 km
Juniores Donne
23 giugno, Milazzo – In linea – 75,95 km
Under 23
26 giugno, Paternò – Cronometro – 28,7 km
24 giugno, Canicattini Bagni – In linea – 150,9 km
Donne Elite
26 giugno, Paternò – Cronometro – 28,7 km
23 giugno, Milazzo – In linea – 119,3 km
Elite senza contratto
24 giugno, Canicattini Bagni – In linea – 155 km
Professionisti
27 giugno, Paternò – Cronometro – 28,7 km
25 giugno, Aci Catena – In linea – 234,9 km
Paralimpici (strada ed hand-bike)
18 giugno, Catania – Cronometro – 16,8 km
19 giugno, Paternò – In linea – 33,6 km

## Risultati
| Eventi                 | Oro               | Tempo                      | Argento                  | Tempo | Bronzo            | Tempo   |
| Professionisti         |                   |                            |                          |       |                   |         |
| Gara in linea dettagli | Giovanni Visconti | 5.34'46" Media 37,423 km/h | Mauro Santambrogio       | s.t   | Simone Ponzi      | s.t     |
| Cronometro dettagli    | Adriano Malori    | 34'53" Media 49,353 km/h   | Manuele Boaro            | a 7"  | Alan Marangoni    | a 46"   |
| Elite S.C.             |                   |                            |                          |       |                   |         |
| Gara in linea dettagli | Matteo Busato     | 3.50'12" Media 40,400 km/h | Stiven Fanelli           | a 1"  | Marino Palandri   | s.t.    |
| Uomini Under-23        |                   |                            |                          |       |                   |         |
| Gara in linea dettagli | Matteo Trentin    | 3.51'54" Media xx,xxx km/h | Fabio Aru                | a 4"  | Andrea Fedi       | a 1'10" |
| Cronometro dettagli    | Matteo Mammini    | 36'24" Media 47,308 km/h   | Massimo Coledan          | a 31" | Mattia Cattaneo   | a 1'00" |
| Donne Elite            |                   |                            |                          |       |                   |         |
| Gara in linea dettagli | Noemi Cantele     | 3.25'36" Media 34,830 km/h | Tatiana Guderzo          | s.t.  | Silvia Valsecchi  | a 1'08" |
| Cronometro dettagli    | Noemi Cantele     | 39'57" Media xx,xxx km/h   | Silvia Valsecchi         | a 31" | Tatiana Guderzo   | a 36"   |
| Uomini Juniores        |                   |                            |                          |       |                   |         |
| Gara in linea dettagli | Riccardo Donato   | 3.08'43" Media 39,265 km/h | Valerio Conti            | s.t.  | Simone Consonni   | a 11"   |
| Donne Juniores         |                   |                            |                          |       |                   |         |
| Gara in linea dettagli | Corinna Defilé    | 2.10'50" Media 34,821 km/h | Anna Zita Maria Stricker | s.t.  | Veronica Cornolti | s.t.    |